# PSEi
Le PSEi est un indice boursier de la bourse de Manille.

## Corrélation avec les autres bourses
Les performances annuelles de l'indice PSEI se sont rapprochées de celles du Dow Jones, du DAX, du CAC 40 et du Footsie, les grands marchés boursiers étant de plus en plus dépendants les uns des autres depuis une quinzaine d'années.

## Composition
Au 19 août 2011, le PSEi se composait des titres suivants:
| Symbole | Société                            | Poids indiciel | Secteur                    |
| ------- | ---------------------------------- | -------------- | -------------------------- |
| AEV PM  | Aboitiz Ventures                   | 6.54 %         | Industrie                  |
| AP PM   | Aboitiz Power                      | 3.2 %          | Services aux collectivités |
| ABS PM  | ABS-CBN Corporation                | 0.73 %         | Consommation cyclique      |
| AGI PM  | Alliance Global Group              | 2.85 %         | Industrie                  |
| AC PM   | Ayala Corp                         | 4.23 %         | Finance                    |
| ALI PM  | Ayala Land                         | 6.13 %         | Finance                    |
| BDO PM  | Banco de Oro Unibank               | 4.06 %         | Finance                    |
| BPI PM  | Bank of the Philippine Islands     | 6.3 %          | Finance                    |
| DMC PM  | DMCI Holdings                      | 1.97 %         | Industrie                  |
| EDC PM  | Energy Development Corp            | 3.78 %         | Services aux collectivités |
| FLI PM  | Filinvest Land                     | 0.82 %         | Finance                    |
| FGEN PM | First Gen Corp                     | 0.94 %         | Services aux collectivités |
| FPH PM  | First Philippine Holdings          | 1.08 %         | Services aux collectivités |
| GLO PM  | Globe Telecom                      | 1.66 %         | Télécommunications         |
| ICT PM  | ICTSI                              | 2.97 %         | Industrie                  |
| JGS PM  | JG Summit Holdings                 | 2.88 %         | Industrie                  |
| JFC PM  | Jollibee                           | 2.2 %          | Consommation cyclique      |
| LC PM   | Lepanto Consolidated Mining        | 2.16 %         | Matériaux                  |
| LCB PM  | Lepanto Consolidated Mining        | 1.5 %          | Matériaux                  |
| MER PM  | Manila Electric                    | 2.85 %         | Services aux collectivités |
| MWC PM  | Manila Water                       | 1.64 %         | Services aux collectivités |
| MEG PM  | Megaworld Corp                     | 1.28 %         | Finance                    |
| MPI PM  | Metro Pacific Investments Corp     | 2.3 %          | Finance                    |
| MBT PM  | Metropolitan Bank & Trust          | 4.71 %         | Finance                    |
| PX PM   | Philex Mining Corp                 | 2.74 %         | Matériaux                  |
| TEL PM  | Philippine Long Distance Telephone | 13.73 %        | Télécommunications         |
| RLC PM  | Robinsons Land Corp                | 1.26 %         | Finance                    |
| SECB PM | Security Bank Corp                 | 2.19 %         | Finance                    |
| SM PM   | SM Investments Corp                | 6.16 %         | Industrie                  |
| SMPH PM | SM Prime Holdings                  | 3.18 %         | Finance                    |
| URC PM  | Universal Robina Corp              | 1.95 %         | Consommation non cyclique  |